# Schirmau

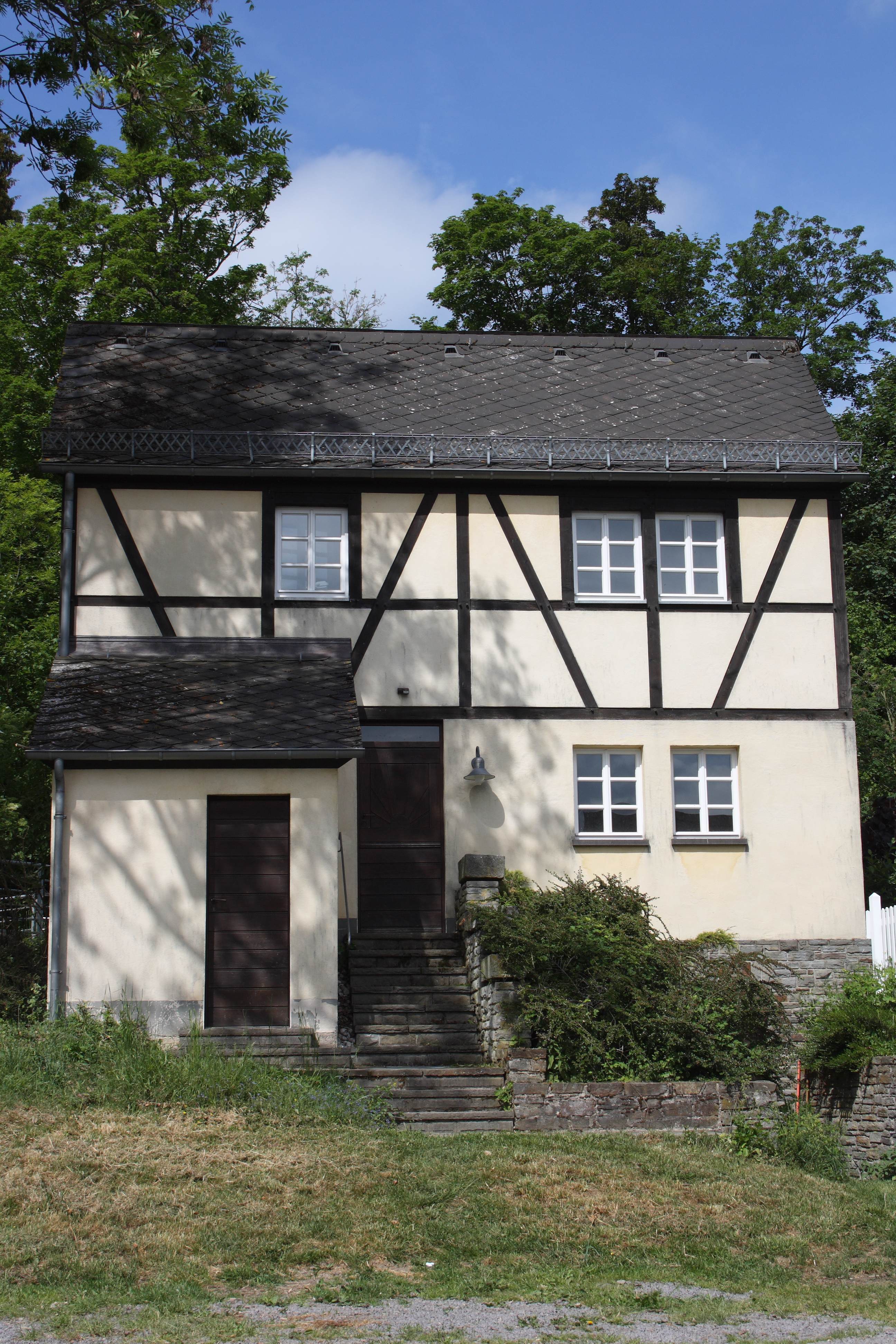
Fachwerkhaus (18. Jahrhundert) des Dorfes Schirmau

Schirmau ist ein Wohnplatz auf der Gemarkung der Ortsgemeinde Schalkenbach im Landkreis Ahrweiler (Rheinland-Pfalz).

## Geschichte
Es wird angenommen, dass Schirmau bereits in vorrömischer Zeit ein Siedlungsplatz war. Von Schirmau aus konnte die alte Kohlstraße, auf der die Köhlerkohle aus der Eifel zum Rhein gebracht wurde, bewacht werden. Laut Leisen wurden 1909/10 beim Ausgraben der Fundamente für das neue Herrenhaus römische Grundmauern entdeckt, die nicht dokumentiert wurden. Bei Bauarbeiten im Jahr 1957 wurde eine römische Badeanlage entdeckt.
Die Kontinuität der Besiedlung ist nicht nachgewiesen. 1624 wird in einer Urkunde der Hof zu „Schirmauel“ genannt und 1669 wird der Wohnplatz als Dorf bezeichnet. 
Die Einwohnerzahlen für Schirmau betrugen:
| Jahr | Einwohner |
| ---- | --------- |
| 1804 | 10        |
| 1869 | 13        |
| 1894 | 8         |
| 1906 | 7         |

## Vom Dorf Schirmau zum Waldgut Schirmau
1905 kaufte Max von der Leyen von Johann Porz und seiner Frau Maria Gertrud den Hof mit den dazugehörigen Feldern und Wäldern. Max von der Leyen ließ nach Abbruch der alten Häuser von 1910 bis 1918 ein Herrenhaus mit Nebengebäuden errichten.
Vom alten Wohnplatz ist heute nur noch ein Fachwerkhaus aus dem 18. Jahrhundert erhalten, das als Kulturdenkmal geschützt ist. Es wurde komplett renoviert und wird für Tagungen genutzt.